# サン柳亭
サン柳亭（サンやなぎてい）は、富山県黒部市の宇奈月温泉にある温泉旅館（ホテル）。サンやなぎ亭とも表記される場合がある。

## 概要
1985年10月1日、想影橋畔にホテル小柳（1941年4月または1963年創業）の姉妹館としてオープンした。和風6階建てで、設計監理は福見建築設計事務所、工事施工は桜井土建工業。当時の収容人員は170人、客室は和室30室、110畳と50畳の大宴会場を備えていた。
ピーク時の1991年には来館者が1万人を数え、約6億円を売り上げたが、バブル崩壊後売り上げが低迷していた。
2016年8月2日、サン柳亭を運営していた小柳館が富山地方裁判所に自己破産を申請した（負債総額は約15億円）。同旅館の運営事業は同年8月1日付で同年7月に設立したプレザント（黒部市）に約7,700万円で譲渡されたため、ホテル自体は営業が継続され、従業員約20人の雇用も維持された。今後3年間かけて施設のリニューアルに取り組むとしている。
2018年5月から2021年4月にかけて、温泉露天風呂付客室『桜の間』『月の間』『川音の間』が設けられた。